# Andrea Marcon
Pour les articles homonymes, voir Marcon (homonymie).
Andrea Marcon (né le 6 février 1963 à Trévise, en Vénétie) est un organiste, claveciniste, et chef d'orchestre italien spécialisé dans la musique baroque italienne.

## Biographie
Andrea Marcon est né à Trévise; il travaille l'orgue et le clavecin avec Vanni Ussardi, il entre en 1983 à la Schola Cantorum de Bâle où il suit les cours de Jean-Claude Zehnder (en), Jesper Christensen et Jordi Savall. La même année il fonde l'ensemble Sonatori de la Gioiosa Marca.
En 1987  il obtient les diplômes de musique ancienne, orgue et clavecin. Il commence déjà à se spécialiser dans le domaine de la musique baroque italienne auprès de Luigi Ferdinando Tagliavini. Pendant ses années il reçoit de nombreux prix aux concours  de Bruges en 1985, d'Innsbruck en 1986, et de Bologne en 1991.
Il supervise la première édition, pour Gaus, des œuvres Fioretti de Girolamo Frescobaldi,  et Il primo libro dei Ricercari de Claudio Merulo.
Andrea Marcon crée en 1989 le festival d'orgue "Città di Treviso e della Marca Trevigiana" ; en 1990 l'Académie d'orgue européenne de Castel Coldrano ; et enfin en 1995 l'Académie d'orgue "Città di Treviso".
En 1997, il fonde un deuxième ensemble de musique baroque, l'Orchestre baroque de Venise, qu'il dirige toujours actuellement. Avec cet ensemble et le violoniste Giuliano Carmignola, il enregistre beaucoup de concerti inédits de Vivaldi qui reçurent de nombreux prix de la critique. Depuis 2009, il assure la direction de l'ensemble La Cetra Barockorchester Basel,. En 2011, il dirige Médée de Marc-Antoine Charpentier à l'opéra de Frankfurt, mise en scène de David Hermann.
Andrea Marcon est actuellement professeur de clavecin, d'orgue et de pratique historique à la Schola Cantorum de Bâle.

## Discographie sélective
- Antonio Vivaldi : Les Quatre Saisons, Concertos pour violon RV 257, RV 376, et RV 211 avec Giuliano Carmignola (violon), Andrea Marcon (direction, clavecin), Orchestre baroque de Venise (orchestre) CD coffret DDD ; Editeur Sony Classical ; Enregistrement 11/1999 ; Paru 10/2000 ; Diapason d'Or ; ƒƒƒƒ Télérama (2002) ; ASIN : B00004T2PT ;
- Antonio Vivaldi : 2 Concertos RV 583 et RV 278 ; Pietro Locatelli : Concerto, opus 3 nº 9 ; Giuseppe Tartini : Concerto D 96 ; titre de l'album Concerto veneziano avec Giuliano Carmignola (violon), Andrea Marcon (direction, clavecin), Orchestre baroque de Venise (orchestre) ; SACD hybride ; Editeur Accord ; Paru 4/2005 ;
- Antonio Vivaldi : Concertos RV 386, RV 235, RV 296, RV 258, RV 389 et RV 251 ; titre de l'album Les derniers Concertos pour violon avec Giuliano Carmignola (violon), Andrea Marcon (direction, clavecin), Orchestre baroque de Venise (orchestre) CD album ; Editeur Sony Classical ; Paru 10/2002 ; Diapason d'Or ; ASIN : B00006JNAB ;
- Pietro Locatelli : Concertos pour violon nº 1, nº 2, nº 10 et nº 11 : titre de l'album : L'Art du violon avec Giuliano Carmignola (violon), Andrea Marcon (direction, clavecin), Orchestre baroque de Venise (orchestre) ; compilation (CD album) ; Editeur Sony Classical ; Paru 6/2002 ; Diapason d'Or ; 10 de Répertoire (2002) ; ASIN : B00006360H ;
- Jean-Sébastien Bach : Sonates pour violon et clavecin avec Giuliano Carmignola (violon), Andrea Marcon (clavecin), coffret de 2 CD; Editeur Sony Classical ; Paru 3/2002 ; ASIN : B000056EVN.